# Pritzier
Pritzier är en kommun i det nordtyska förbundslandet Mecklenburg-Vorpommern.
Kommunen ingår i kommunalförbundet Amt Hagenow-Land tillsammans med kommunerna Alt Zachun, Bandenitz, Belsch, Bobzin, Bresegard bei Picher, Gammelin, Groß Krams, Hoort, Hülseburg, Kirch Jesar, Kuhstorf, Moraas, Pätow-Steegen, Picher, Redefin, Strohkirchen, Toddin och Warlitz.

## Geografi
Pritzier är beläget i landskapet Griese Gegend, åtta kilometer sydväst om Hagenow i distriktet Ludwigslust-Parchim.
Kommunen består av tre ortsdelar: Pritzier, Pritzier Bahnhof och Schwechow.

### Befolkningsutveckling
Befolkningsutveckling  i Pritzier
Källa:

## Kommunikationer
Genom Pritzier går förbundsvägarna (tyska:Bundesstraße) B 5 och B 321. Ortsdelen Pritzier Bahnhof (svenska: Pritzier station) ligger vid järnvägen Hamburg-Hagenow/Schwerin, som trafikeras av regionaltåg.